# 亚历山大·别洛博罗多夫
亚历山大·格奥尔基耶维奇·别洛博罗多夫（俄語：Алекса́ндр Гео́ргиевич (вариант Григорьевич) Белоборо́дов，1891年10月14日（26日）—1938年2月10日）他是全联盟共产党（布尔什维克）中央组织局委员。

## 生平
1905年，出生于彼尔姆省的工人家庭。1907年，加入俄国社会民主工党。1917年，任乌拉尔区域苏维埃执行委员会主席。1918年，签署了关于处决尼古拉二世及其家人的决定。1919年，任维亚特卡省革命委员会主席、劳动国防委员会驻南线全权代表、第九集团军革命军事委员会委员、1920年，任高加索劳动军革命委员会副主席、俄共（布）中央委员会东南局书记。1921年，任内务人民委员。
1923年，起任内务人民委员。1927年，因属于托洛茨基派，被开除出党。1930年，与托洛茨基派决裂，恢复党籍。1936年，被捕。1938年，被枪杀。1958年，平反恢复党籍。